# وایلد کارد (فیلم ۲۰۱۵)
وایلد کارد (به انگلیسی: Wild Card) یک فیلم اکشن، جنایی و دلهره‌آور آمریکایی محصول سال ۲۰۱۵ به کارگردانی سایمون وست با بازی جیسون استاتهام، مایکل آنگارانو، میلو ونتیمیگلیا، دومنیک گارسیا-لوریدو، آن هیچ و سوفیا ورگارا است. این فیلم که بر اساس رمان مخمصه (Heat) نوشته ویلیام گلدمن در سال ۱۹۸۵ ساخته شده، بازسازی فیلمی به همین نام از سال ۱۹۸۶ با بازی برت رینولدز است. این فیلم در ۳۰ ژانویه ۲۰۱۵ در ایالات متحده به صورت محدود و از طریق ویدئوی درخواستی اکران شد.
این فیلم با نقدهای منفی مواجه شد و در گیشه شکست خورد و با بودجه ۳۰ میلیون دلاری، تنها ۶٫۷ میلیون دلار در سراسر جهان فروش داشت.

## داستان
نیک وایلد (جیسون استاتهام) خراب قمار است و به دلیل اعتیادش به این کار در شهر لاس‌وگاس نقش مأمور امنیتی را قبول می‌کند. او به یکی از مشتری‌هایش کمک می‌کند مخ یک زن (سوفیا ورگارا) را بزند. آن مرد که سیروس کینیک (مایکل آنگارانو) می‌پذیرد با او در شهر همراه شود و هنگام قمار از او محافظت کند.
هنگام خوردن شام دوست پیشخدمت نیک (آن هیش) یک نامه از یک زن به دست او می‌دهد …

## بازیگران
- جیسون استاتهام در نقش نیک
- دومنیک گارسیا-لوریدو در نقش هالی
- مایکل آنگارانو در نقش سیروس کینیک
- میلو ونتیمیگلیا
- هوپ دیویس
- آن هیش
- استنلی توچی
- مکس کاسلا
- سوفیا ورگارا
- جیسن الکساندر
- کریس براونینگ
- سدریک اینترتینر

## بازخوردها
- این فیلم عموماً نقدهای منفی از منتقدان فیلم دریافت کرده است.
- در سایت راتن تومیتوز، این فیلم بر اساس نقدهای ۵۶ منتقد، امتیاز مثبت ۳۰٪ را کسب کرده است و میانگین امتیاز آن ۴٫۸ از ۱۰ است.[۶]
- در سایت متاکریتیک، این فیلم بر اساس نقدهای ۱۹ منتقد، امتیاز ۴۰ از ۱۰۰ را کسب کرده است.[۷]